# Cenaida Uribe
Pour les articles homonymes, voir Uribe.
Cenaida Cebastiana Uribe Medina, née le 2 décembre 1965 à Lima, est une joueuse de volley-ball et une femme politique péruvienne.
Elle évolue en équipe du Pérou de volley-ball féminin dans les années 1980. Elle se reconvertit ensuite dans la politique et est élue députée au Congrès du Pérou  aux élections générales péruviennes de 2006. De nouvelles élections ont lieu en 2011, où elle est réélue pour un mandat de cinq ans.

## Palmarès sportif
- Jeux olympiques
  -  Médaille d'argent en volley-ball en 1988 à Séoul

- Championnat du monde de volley-ball féminin
  -  Médaille de bronze en 1986 en Tchécoslovaquie

- Jeux panaméricains
  -  Médaille d'argent en 1987 à Indianapolis

- Championnat d'Amérique du Sud de volley-ball féminin
  -  Médaille d'or en 1985 à Caracas
  -  Médaille d'or en 1987 à Montevideo
  -  Médaille d'or en 1989 à Curitiba